# Мкртчян Олег Артушевич
Оле́г Арту́шевич Мкртчян (нар. 7 вересня 1966, місто Армавір, Краснодарський край, Росія) — український підприємець, мільярдер, генеральний директор «Індустріальний союз Донбасу», однієї з найбільших металургійних компаній України.

## Освіта
Закінчив у 1988 році Ставропольський політехнічний інститут, здобув диплом за спеціальністю інженер-технолог.

## Трудова діяльність
З 1997 року О. А. Мкртчян працює в Корпорації «Індустріальний союз Донбасу». Спочатку обіймав посаду начальника управління металургії, згодом — пост першого заступника виконавчого директора. З 2002 року і по теперішній час обіймає посаду генерального директора «ІСД», здійснюючи оперативне управління компанією, а також координуючи структуру корпоративного управління підприємствами, що входять до групи «ІСД».
Окрім того, О. А. Мкртчян особисто займається соціальними та благодійними програмами корпорації, спрямованими на підтримку олімпійського спорту в Україні, розвиток національної культури та мистецтва.
Входить до числа засновників донецького футбольного клубу «Металург» (президент клубу — С.Тарута). Власник контрольного пакета акцій краснодарського ФК «Кубань».
Займає 14 місце в рейтингу 200 найбагатших людей України 2012 за рейтингом «Фокуса». Статок оцінений в 1,25 мільярда доларів США.

## Нагороди
У 1999 році був нагороджений медаллю «Захисник Батьківщини». У 2001–2002 роках за внесок у розвиток вугільної промисловості Донбасу О. А. Мкртчян був нагороджений відзнаками «Шахтарська слава» 2-го та 3-го ступенів.

## Кримінальна справа
8 лютого 2018 року Олега Мкртчана було заарештовано Басманним судом Москви. Слідство і суд встановили, що Олег Мкртчан викрав у Зовнішекономбанку понад 1 млрд. рублів, виділених на розвиток корпорації. 16 серпня 2019 року Олега Мкртчана визнано винним у розкраданні понад 1 млрд рублів у російської гокорпорації ВЕБ РФ. Мосміськсуд засудив Мкртчана до дев'яти років колонії загального режиму та штрафу 900 000 рублів. Також суд стягнув з бізнесмена 199 млрд рублів на користь некомерційної організації Фонд промислових активів (стала потерпілою у справі).